# Sola (久弥直樹・七尾奈留)
『sola』（そら）は、久弥直樹原案、七尾奈留キャラクター原案による日本のメディアミックス作品。
『月刊コミック電撃大王』（メディアワークス）において阿倍野ちゃこによる2007年1月に漫画としても連載、ドラマCDが発売された。同年4月から6月までテレビアニメが放送され、アニメに関連してインターネットラジオも配信された。
作品舞台のモデルは長崎県長崎市である。

## ストーリー
加名見町に住む高校生、森宮依人は「空」が好きな少年だった。
空の写真を撮ることが趣味の彼は、今日もまたカメラを携え、“夜が青空に変わる一瞬”を撮ろうと水辺の森公園に赴く。夜明け前、公園の自販機の前で彼は、不思議な少女と出会う。その少女、四方茉莉は、「青空」に対しての憧れを滲ませながら、掴み所のない性格で依人を翻弄する。
その後、ふとした騒動に巻き込まれたことで、依人は茉莉と日々の生活を共にするようになると同時に、彼女が「夜禍」という夜にしか生きられない存在であることを知る。
「空」が好きな少年と「青空」に憧れつつも見ることの叶わない少女。同じ想いを共有する二人が出会い、惹かれ合うとき、依人と茉莉。その他運命に翻弄される少女達の物語は動き出したのだった。

## 登場人物

### メインキャラクター
森宮 依人（もりみや よりと）
声 - 岡本信彦
本作の主人公。御池学園に通う高校1年生。空が好きでデジタル型一眼レフカメラを愛用しており、いい情景を見ると所構わず写真を撮ろうとしているため、クラスメイトからは「空バカ」と呼ばれている（その関係で、一眼レフカメラの最新型に目が無い）。人形を選ぶセンスが全く無い。両親はすでに亡くなっており、姉の蒼乃と2人で暮らしている。
その正体は蒼乃が作り出した幻で、依人の記憶を植え付けられた幻影。そのため肉体は紙で構成されている。
四方 茉莉（しほう まつり）
声 - 能登麻美子
本作のメインヒロイン。夜にしか出歩かず、青空に憧れている少女。丘の上の取り壊しが予定されている教会に住んでおり、そこに放置されていた大量の書物を古書店に売って生活の足しにしている。ジュースを出すために自販機を正拳突きしたり蹴飛ばしたりするほどの機械音痴で、材料を丸ごと電子レンジに突っ込むなど料理も苦手。人形を見る目に関しては依人並にセンスが無いが味覚のセンスはそれ以上らしく、「トマトしるこ」なる缶飲料を愛飲している。
外見は少女であるが、実は生来の夜禍人であり350年以上前（アニメでの言動によると少なくとも江戸時代中〜以前）から生きている。夜禍の力として「鉄骨を錆びさせる」「掴みかかってきた相手の皮膚を壊死させる」など、触れた物を瞬時に風化・劣化させることができる。終盤ではこの能力を用いた蒼乃との戦闘で路面電車の車庫を倒壊させ、車両一台が押しつぶされた。
森宮 蒼乃（もりみや あおの）
声 - 中原麻衣
ヒロインの一人で、依人の姉。3か月ほど前に体調を崩し、加名見総合病院に入院中。折り紙を折るのが得意で、料理の腕前は真名も認めるほど。無口で謎が多いが依人やこよりに対しては心を開いており、依人から貰った人形は文句を言いながらも全て大事にとってある。依人のことを愛するあまり行き過ぎた行動に出ることが多々ある。
その正体は、茉莉の手によって甦った不老不死の力を持つ夜禍人である。数百年前は人間であったが、依人（当時生きていた本人）を失った悲しみから命を絶つが、茉莉の手によって夜禍人として甦る。夜禍の力としては、「紙を手裏剣の如く操り敵に向けて切り裂く」「紙で人型を作り動かす」など、紙を自在に操ることができる。
石月 真名（いしづき まな）
声 - 本多陽子
ヒロインの一人。依人の同級生。依人とは高校の入学式の日に蒼乃の病室で出会い、家事全般が苦手な様子を見かねて色々と世話を焼くうちに親しくなる。依人に好意を抱いているが、本人は恋愛感情について否定している（とは言え、その世話の焼き具合に紗絵、塔子、ちさとの3人からは恋人同士同然に思われている）。ファミリーレストランでアルバイトをしており、そこで辻堂および繭子とは顔見知りになっている。
石月 こより（いしづき こより）
声 - 清水愛
真名の妹。小学2年生と幼いわりには、やたらと丁寧な話し方をする。真名のことをお姉ちゃんと呼ばず「真名さん」と呼んでしまうたび、直すようチョップで頭を小突かれている。体調を崩し、加名見総合病院に入院した最初の日の夜に蒼乃と知り合って以来、年の離れた友人となり、折り紙を教わるようになる。退院後もちょくちょく蒼乃の元を訪ねている。蒼乃のことを同じ孤独感を知る友達として常に慕っている。
神河 繭子（かみかわ まゆこ）
声 - 金田朋子
辻堂と共に行動している少女。うさぎのぬいぐるみを抱え、見た目も10歳程度だがませた話し方をする。元は普通の人間だったが、17年前の誕生日に強盗によって殺害された後、茉莉とは異なる何者かの手で夜禍人として甦る。その日、幼馴染の辻堂がプレゼントに買ってきたぬいぐるみ（ボロウサ）を今でも大事に持ち続けている。辻堂曰く「年々（服装の）センスが悪くなっている」とのこと。茉莉とは日向で死にかけた所を茉莉に救われ、それ以来彼女と親しくなっている。
辻堂 剛史（つじどう たけし）
声 - 藤原啓治／少年時代 - 三瓶由布子
謎の男。繭子とは少年時代からの付き合いで幼馴染。17年前、夜禍人となってしまった繭子をいつか人間に戻すと誓い、長い旅の末にその方法を突き止める。その方法の実現のために、夜禍人である茉莉を狙っている。繭子のことを気に掛けるあまり行き過ぎた行動に出ることが多々あり、その度に繭子に折檻される。

### サブキャラクター
佐倉 紗絵（さくら さえ）
声 - 小清水亜美
真名の同級生で友人。メガネっ子。真名と同じファミリーレストランやコンビニなど、複数のアルバイトを掛け持ちしている。髭を生やした男性が好みで、辻堂のことをヒゲダンディと呼ぶ。また、妄想癖も強く、ちょくちょくレストランにやって来る辻堂と繭子の関係に対してあらぬ妄想を抱いている。
上原 塔子（うえばら とうこ）
声 - 小野涼子
真名の同級生で友人。ロングの綠髪。
水口 ちさと（みずぐち ちさと）
声 - 矢作紗友里
真名の同級生で友人。セミロングの茶髪。可愛い物を目にすると、見境無く抱きしめてしまう癖がある。

## 用語
加名見町
本作の舞台。山と海に挟まれた地方都市。人口は不明。立派な教会が高台にあり、洋風な街並みがそこかしこに残っている。市内を緑色と黄色の路面電車が行き交っており、住民の足になっている。海岸沿いには主人公が茉莉と出会った海浜公園が整備されている。
アジュール
真名や紗絵がアルバイトしているファミリーレストラン。シーフードで有名な店。辻堂と繭子はここの常連客となっている。
夜禍人（やかびと）
夜の禍として人々に忌み嫌われる孤独な存在。人が寝ている間に捨て去った憎しみや悲しみが集まってできたと言われている。人並み外れた身体能力を持ち、特殊な力を扱える者もいる。また、基本的に不老不死で歳をとることはなく、大抵の傷はすぐに治ってしまう。しかし、日光などの強い光に当たると体が崩れてしまうため、夜中や雨天時に行動することが多い。
夜禍人は茉莉のように生まれつきの夜禍人と、蒼乃や繭子のように人間から夜禍人にされた存在とに分けられる。人間を夜禍人にすることは、生まれつきの夜禍人にしか出来ない。また、辻堂の剣に夜禍人の命を宿し、それを他の夜禍人に移すことで人間に戻すこともできる。なお「依人」も手がかりを見つけたが本人が死んだこともあり、どのような方法かは不明。
トマトしるこ
作中に登場する飲み物。茉莉が好んで飲んでいる。なお、『sola』の作中ではこの他にも独特な飲食物が登場している。

## アニメ
2007年4月より、独立UHF局などで放送された（全13話）。ハイビジョン制作。
なお、テレビ未放送のエピソードが2話制作されており、DVDのIVとVに1話ずつ収録された。SP2「アケルソラヘ」は第1話以前のプロローグ的な内容となっている。

### スタッフ
- 原案 - 久弥直樹
- キャラクター原案 - 七尾奈留
- 監督 - 小林智樹
- シリーズ構成 - 花田十輝
- キャラクターデザイン・総作画監督 - 古賀誠
- 美術監督 - 廣瀬義憲
- 色彩設計 - 梅崎ひろこ
- 撮影監督 - 吉田寛
- 編集 - 重村建吾
- 音楽 - 藤間仁
- 音響監督 - 明田川仁
- プロデューサー - 永谷敬之、井上俊次、細川修、里見哲朗、小野達矢
- 制作プロデューサー - 高江勇次
- アニメーション制作 - ノーマッド
- 製作 - sola project（バンダイビジュアル、ランティス、博報堂DYメディアパートナーズ）

### 主題歌
オープニングテーマ
「敏感な風景」（第1話、第9話およびSP挿入歌）
作詞 - 畑亜貴 / 作曲・編曲 - 大久保薫 / 歌 - Ceui
「colorless wind」（第2話 - 第13話）
作詞 - 畑亜貴 / 作曲・編曲 - 大久保薫 / 歌 - 結城アイラ
エンディングテーマ
「mellow melody」（第1話 - 第12話）
作詞 - 畑亜貴 / 作曲・編曲 - 小高光太郎 / 歌 - Ceui
「見上げるあの空で」（最終話）
作詞 - 畑亜貴 / 作曲 - 黒須克彦 / 編曲 - 大久保薫 / 歌 - 結城アイラ

### 各話リスト
サブタイトルは全てカタカナ表記で統一されている。
| 話数   | サブタイトル     | 脚本              | 絵コンテ          | 演出       | 作画監督                   |
| ------ | ---------------- | ----------------- | ----------------- | ---------- | -------------------------- |
| 第1話  | ソライロノカサ   | 花田十輝          | 小林智樹          | 小林智樹   | 古賀誠                     |
| 第2話  | ミアゲルアオ     | 花田十輝          | 日下隼            | 日下隼     | 大田謙治                   |
| 第3話  | オダヤカナヒ     | 上江洲誠          | こでらかつゆき    | 西山明樹彦 | 田村正文                   |
| 第4話  | ネガイフタリ     | 久弥直樹          | 西村博昭 小林智樹 | 西村博昭   | 増田誠治 定井秀樹          |
| 第5話  | フリソソグヒカリ | 杉原研二          | 堀之内元          | 吉本毅     | 山本真嗣 いがりたかし      |
| 第6話  | イケニエノチ     | 花田十輝          | こでらかつゆき    | 千葉大輔   | 平田卓也                   |
| 第7話  | ハイイロノヨル   | 花田十輝          | 小野勝巳          | 日下隼     | 大田謙治                   |
| 第8話  | キエナイオモイ   | 上江洲誠          | 松尾衡            | 松澤建一   | 定井秀樹 志賀道憲          |
| 第9話  | ヤクソクノハテ   | 久弥直樹          | 高柳滋仁          | 高柳滋仁   | 田村正文                   |
| 第10話 | ユレルマボロシ   | 花田十輝          | こでらかつゆき    | 千葉大輔   | 重松しんいち               |
| 第11話 | ムソウレンガ     | 久弥直樹          | 菊池聡延          | 菊池聡延   | 菊池聡延                   |
| 第12話 | ユウメイノサカイ | 花田十輝          | 松尾衡            | migmi      | 大田謙治 いがりたかし      |
| 第13話 | ソラ             | 花田十輝 久弥直樹 | 小林智樹          | 日下隼     | 古賀誠 山本真嗣 阿乱須未椎 |
| SP1    | ベツルート       | 上江洲誠          | 古川政美          | 長岡義孝   | 尾尻進矢                   |
| SP2    | アケルソラヘ     | 久弥直樹          | migmi             | migmi      | 菊池聡延                   |

### 放送局
| 放送地域 | 放送局     | 放送期間                | 放送日時           | 放送系列       | 備考             |
| -------- | ---------- | ----------------------- | ------------------ | -------------- | ---------------- |
| 愛知県   | テレビ愛知 | 2007年4月6日 - 6月29日  | 金曜 25:28 - 25:58 | テレビ東京系列 |                  |
| 千葉県   | チバテレビ | 2007年4月8日 - 7月1日   | 日曜 25:30 - 26:00 | 独立UHF局      |                  |
| 神奈川県 | tvk        | 2007年4月9日 - 7月2日   | 月曜 23:00 - 23:30 | 独立UHF局      |                  |
| 大阪府   | テレビ大阪 | 2007年4月9日 - 7月2日   | 月曜 25:10 - 25:40 | テレビ東京系列 |                  |
| 埼玉県   | テレ玉     | 2007年4月11日 - 7月4日  | 水曜 25:30 - 26:00 | 独立UHF局      |                  |
| 日本全域 | BIGLOBE    | 2007年5月10日 - 7月12日 | 木曜 更新          | ネット配信     |                  |
| 日本全域 | AT-X       | 2007年5月24日 - 8月16日 | 木曜 9:30 - 10:00  | CS放送         | リピート放送あり |
| 東京都   | TOKYO MX   | 2012年7月5日 - 9月27日  | 木曜 24:30 - 25:00 | 独立局         |                  |

## 関連商品

### ドラマCD
2008年5月30日にマリン・エンタテインメントより『sola 〜イツカノソラ〜』が発売された。アニメ版の声優によって、アニメ版・漫画版とは異なるオリジナルストーリーが展開される。

### CD
発売元はランティス、販売元はキングレコードとなっている。ジャケットはキャラクターデザインの古賀誠描きおろしである。なお、オープニングエンディングCDは初回限定生産のみ七尾奈留による描きおろしスリーブが付属する。
- TVアニメーション『sola』 オープニングテーマ「colorless wind」（歌：結城アイラ、2007年4月25日発売、品番LACM-4359 ）
- TVアニメーション『sola』 エンディングテーマ「mellow melody」（歌：Ceui、2007年5月23日発売、品番LACM-4372）
- TVアニメーション『sola』 オリジナルサウンドトラック「ソウキュウノハテ」（2007年6月27日発売、品番LACA-5644）
- TVアニメーション「sola」キャラクターイメージソングアルバム「oratorio」（歌：結城アイラ、Ceui、eufonius、kukui、ゆうまお、茶太、2007年8月8日発売、品番LACA-5645）

### DVD
初回限定版、ドットアニメ初回限定版、通常版が刊行された。またEMOTION the Best sola DVD-BOX（廉価版BOXレーベル）として2010年6月26日に未放送版も含め全15話が収録されたDVD-BOXが発売されている。発売元はバンダイビジュアル。
初回限定版/通常版共通特典は8ページカラーブックレット。初回限定版は、各巻にドラマCDのほかに特製収納BOX、デジパック、ポストカードが付属し、特定の巻にはノンテロップオープニング/エンディングが収録されている。ドットアニメ限定版は、初回限定版から、特製収納BOXのみ別バージョンとなっているだけであり、その他は初回限定版の仕様と同等である。
- 第1巻「Sola Color I」収録話第1-3話、2007年6月22日発売、型番：BCBA-2943（初回限定版）BCBA-2938（通常版）BCCB-0020（ドットアニメ初回限定版）
- 第2巻「Sola Color II」収録話第4-6話、2007年7月27日発売、型番：BCBA-2944（初回限定版）BCBA-2939（通常版）BCCB-0021（ドットアニメ初回限定版）
- 第3巻「Sola Color III」収録話第7-9話、2007年8月24日発売、型番：BCBA-2945（初回限定版）BCBA-2940（通常版）BCCB-0022（ドットアニメ初回限定版）
- 第4巻「Sola Color IV」収録話第10、11、SP1「ベツルート」、2007年9月25日発売、型番：BCBA-2946（初回限定版）BCBA-2941（通常版）BCCB-0023（ドットアニメ初回限定版）
- 第5巻「Sola Color V」収録話第12、13、SP2「アケルソラヘ」、2007年10月26日発売、型番：BCBA-2947（初回限定版）BCBA-2942（通常版）BCCB-0024（ドットアニメ初回限定版）

- 「EMOTION the Best sola DVD-BOX」 2010年6月26日発売、型番BCBA-3861

### BD-BOX
2012年9月21日に、テレビ放送分13話と未放送分2話、「そらいろらじお出張版CD」を収録したBlu-ray Disc BOXが発売された。
- sola Blu-ray Box、2012年9月21日発売、型番:BCXA-0567（初回限定版）BCXC-0043（BVC限定版）

#### オーディオコメンタリー
BD-BOXには全話に新規のオーディオコメンタリーが収録された。キャラクターコメンタリーの脚本は久弥直樹。
| 話数   | 種類         | 出演                                         |
| ------ | ------------ | -------------------------------------------- |
| 第01話 | キャスト     | 岡本信彦・能登麻美子・本多陽子               |
| 第02話 | スタッフ     | 小林智樹・久弥直樹・永谷敬之                 |
| 第03話 | キャラクター | 四方茉莉（能登麻美子）・石月真名（本多陽子） |
| 第04話 | キャスト     | 中原麻衣・清水愛                             |
| 第05話 | キャスト     | 岡本信彦・金田朋子・藤原啓治                 |
| 第06話 | キャスト     | 岡本信彦・能登麻美子・中原麻衣               |
| 第07話 | キャラクター | 石月こより（清水愛）・神河繭子（金田朋子）   |
| 第08話 | キャスト     | 岡本信彦・本多陽子                           |
| 第09話 | キャスト     | 能登麻美子・金田朋子・藤原啓治               |
| 第10話 | スタッフ     | 小林智樹・久弥直樹・永谷敬之                 |
| 第11話 | キャスト     | 岡本信彦・中原麻衣・本多陽子・清水愛         |
| 第12話 | キャスト     | 岡本信彦・能登麻美子・中原麻衣               |
| 第13話 | キャスト     | 岡本信彦・能登麻美子・中原麻衣               |
| SP1    | キャスト     | 本多陽子・清水愛                             |
| SP2    | キャラクター | 四方茉莉（能登麻美子）・森宮蒼乃（中原麻衣） |

### 漫画
『月刊コミック電撃大王』2007年2月号にプロローグが連載され、本格的には2007年3月号から2008年4月号まで連載された。作画は阿倍野ちゃこ。
ストーリー進行、キャラクター設定は基本的にアニメ版に準じているが、依人と真名が出逢う以前（こよりと蒼乃が出逢う以前）から物語が始まる。他にも第五話で茉莉と依人が出掛けた帰り、夜の学校に寄った際に剛史による襲撃（第六話）があり、危機に陥る二人を蒼乃が助けに来る（正確には依人を助けるため）など、展開が異なる部分も存在する。
ストーリーはほぼアニメに沿った流れになっているが、キャラクターのデザインは一部異なる。「プロローグ」は序編であり、漫画本編、アニメ第1話および「アケルソラへ」よりも前のストーリーである。作中ではアニメでは描ききれなかったキャラクターの個性や世界設定などをギャグテイストを含めて描いている（例：蒼乃の嫌いな食べ物が人参であるなど）。
単行本
1. sola 1 （2007年7月27日発売 ISBN 978-4-8402-3960-8（2007年10月10日再版））
2. sola 2 （2008年3月27日発売 ISBN 978-4-8402-4246-2）

巻末には阿倍野ちゃこによるキャラクター、発表イラストのラフ集、あとがき4コマ漫画1本、また、阿倍野ちゃこ、七尾奈留、久弥直樹によるあとがきやメッセージなどを収録。

### ファンブック
2007年10月9日に一迅社より発売。ISBN 978-4-7580-1085-6。版権イラストが多数掲載されており、アニメのキャラクター設定のほか七尾奈留によるキャラクター設定も掲載している。他に美術設定やキャストインタビュー、監督などへのスタッフインタビューが収録されている。七尾奈留による描きおろしポスター付き。127頁となっている。

## インターネットラジオ
2007年2月にキャララジオで『そらいろらじお in キャララジオ』、同年3月から7月にかけてBEAT☆Net Radio!およびランティスウェブラジオで『そらいろらじお』がそれぞれ配信された。

### そらいろらじお in キャララジオ
『そらいろらじお in キャララジオ』として、2007年4月から同年6月までキャララジオにて配信された。
パーソナリティ
隔週で担当
- 能登麻美子（四方茉莉役）
- 中原麻衣（森宮蒼乃役）

配信情報
- 配信期間：2007年2月2日 - 2007年2月23日（全4回）
- 配信サイト：キャララジオ
- 更新日：毎週金曜日
- スポンサー：sola project

コーナー
茉莉と蒼乃 心の文通
隔週でパーソナリティを担当する特性を利用して、茉莉役の能登と蒼乃役の中原で文通をしようというコーナー。実際は心理テストを送り合い、心の文通をする。
solaの掲示板
solaに関する最新情報を紹介する。
ラジオドラマ
- コミックマーケット71で販売されたドラマCDの内容を前後編に分け、第3回と第4回の中で放送された。

ゲスト
- 本多陽子（石月真名役）（#3）
- 金田朋子（神河繭子役）（#4）

### そらいろらじお
『そらいろらじお』は、テレビアニメ『sola』の放送開始に合わせて配信をスタートしたインターネットラジオ番組。
配信情報
- パーソナリティ：『sola』出演者（月替わり）
- 配信期間：2007年3月30日 - 7月27日（全19回）
- 配信サイト：BEAT☆Net Radio!、ランティスウェブラジオ
- 更新日：毎週金曜日

コーナー
アタック・オブ・トマトしるこ
『sola』に登場する架空の飲み物「トマトしるこ」を実際に再現してみたり、ゲストに飲んでみてもらったりするコーナー
そらいろの手紙
ふつおた
パーソナリティ
- 4月 清水愛（石月こより役）・本多陽子（石月真名役）
- 5月 能登麻美子（四方茉莉役）
- 6月 中原麻衣（森宮蒼乃役）
- 公開録音 能登麻美子・本多陽子
- 7月 藤原啓治（辻堂剛史役）・岡本信彦（森宮依人役）

ゲスト
- #2,9,14 岡本信彦（森宮依人役）
- #7,8,9,18 本多陽子（石月真名役）
- #17 金田朋子（神河繭子役）
- #19 能登麻美子（四方茉莉役）・中原麻衣（森宮蒼乃役）